# Silver Roy
Silver Roy, el Comando solitario fue una serie de historietas de aventuras creada por Rafael González Martínez y Antonio Bosch Penalva para la editorial Bruguera.

## Trayectoria editorial
Silver Roy y El Inspector Dan fueron las dos series de grafismo realista incluidas en la revista "Pulgarcito" tras la guerra. La primera de ellas se mantuvo hasta el número 37, en el que fue sustituida por Pantera Gris de Ripoll G..
Silver Roy no reapareció hasta el número 1 de "Super Pulgarcito", ya en abril de 1949.

## Valoración
Para el crítico de cómic Enrique Martínez Peñaranda, Silver Roy, en cuanto personaje, se inspira en "The Phantom" de Ray Moore, mientras que el estilo gráfico de la serie muestra las influencias sucesivas de Milton Caniff (Terry y los piratas) y Alex Raymond (Rip Kirby).